# وزیر (فیلم)
وزیر (انگلیسی: Vizier) یک فیلم به کارگردانی بجوی نامبیار است که در سال ۲۰۱۶ منتشر شد.